# Andrea Sartoretti
Andrea Sartoretti (Perugia, 19 giugno 1971) è un dirigente sportivo, allenatore di pallavolo ed ex pallavolista italiano.
Membro della cosiddetta generazione di fenomeni, è stato un opposto mancino dal servizio potente, preciso e veloce. Ha realizzato in carriera oltre mille ace ed è considerato uno dei migliori giocatori della storia del volley nel suo ruolo.
È il direttore sportivo della Pallavolo Modena.

## Carriera

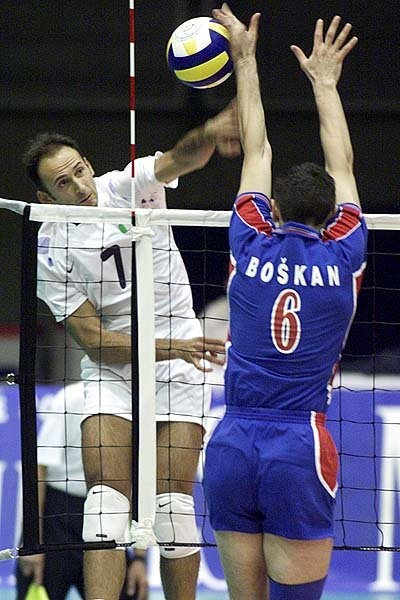
Un attacco di Sartoretti con la maglia della Nazionale italiana contro Slobodan Boškan

### Club
Cresciuto nel Città di Castello, esordì diciassettenne in Serie A2 con la prima squadra nella stagione 1988-89; nel 1990-91 il club umbro centrò la promozione in Serie A1 e l'approdo alla Final Four di Coppa Italia.
Sartoretti fu ingaggiato, per la stagione successiva, dalla Messaggero Ravenna, allora una delle più forti compagini del panorama pallavolistico mondiale. Con la squadra romagnola vinse tre Coppe dei Campioni e due Supercoppe europee.
Nella stagione 1996-97 passò alla Las Daytona Modena, con cui vinse l'unico scudetto della sua carriera, imponendosi anche in Coppa Italia e Coppa dei Campioni. Negli anni seguenti vestì le maglie di Montichiari, Cuneo e Trento, per poi tornare a Modena e lì chiudere la sua carriera al termine del campionato 2008-09.
Nelle regular season della massima serie del campionato italiano ha disputato un totale di 358 partite, mettendo a segno 5.932 punti (7º in classifica generale) e 649 battute vincenti (1º in classifica); nei play-off ha giocato 74 partite mettendo a segno 1.071 punti (14º in classifica generale) e 124 ace (1º in classifica). In totale, quindi, ha giocato 432 partite, mettendo a segno 7.003 punti (9º in classifica) di cui 773 ace (1º in classifica).

### Nazionale
L'esordio in Nazionale è datato 21 maggio 1993, in una partita giocata a Bologna contro i Paesi Bassi e terminata 3 a 0 per gli azzurri. Fece parte della Nazionale italiana per oltre un decennio, vivendo una delle stagioni più floride per la compagine azzurra, e rientrando in quel gruppo di giocatori definito generazione di fenomeni.
A tre medaglie olimpiche si aggiungono il gran numero di piazzamenti in tornei continentali e mondiali. Fu nominato MVP in due diverse edizioni della World League, imponendosi, nel 2004, come miglior realizzatore del torneo.

### Allenatore e direttore sportivo
Ingaggiato come allenatore dalla RPA LuigiBacchi.it Perugia il 31 maggio 2009, conquistò la qualificazione alla Coppa Italia 2009-2010, ma venne esonerato dall'incarico il 24 dicembre, sostituito da Vincenzo Di Pinto. Sartoretti restò tuttavia in società in qualità di direttore sportivo. Dopo il passaggio del titolo sportivo dell'Umbria Volley all'Altotevere Volley, venne confermato nello stesso ruolo nella nuova società di San Giustino. Nella stagione 2013-14 è passato inizialmente all'Altotevere Città di Castello in qualità di general manager, e successivamente (novembre 2013) si è accasato alla Pallavolo Modena.

## Palmarès

### Giocatore

#### Competizioni nazionali
- Campionato italiano: 1

Modena: 1996-97
- Coppa Italia: 2

Modena: 1996-97
Cuneo: 2001-02

#### Competizioni internazionali
- Champions League: 4

Ravenna: 1991-1992, 1992-1993, 1993-1994
Modena: 1996-1997
- Coppa CEV / Challenge Cup: 2

Cuneo: 2001-2002
Modena: 2007-2008
- Supercoppa europea: 2

Ravenna: 1992, 1993

### Premi individuali
- Nel 2003 viene eletto Miglior giocatore europeo dell'anno.
- Miglior realizzatore della World League 2004.
- 2006 - Serie A1: Miglior servizio[5]